# Hans Karl Leistritz
Hans Karl Leistritz (auch: Hanskarl Leistritz; * 10. Mai 1909 in Tannhausen, Niederschlesien; † 23. November 1994 in Küssaberg, Baden-Württemberg) war ein deutscher NS-Funktionär und einer der Initiatoren der Bücherverbrennung am 10. Mai 1933. Später wurde er ein führender Propagandafunktionär im Hauptschulungsamt der NSDAP.

## Leben
Leistritz war der Sohn eines Schulleiters. Er studierte nach dem Abitur Rechtswissenschaften und war Korporationsstudent beim ATV Marburg im Akademischen Turnbund. Zum 1. Mai 1933 trat er der NSDAP bei (Mitgliedsnummer 2.592.193) und wurde Leiter des Amtes für Leibeserziehung im Hauptamt politische Erziehung der Deutschen Studentenschaft (DSt). Außerdem war er Mitglied im SA-Hochschulsturm.
Im April und Mai 1933 war Leistritz Leiter des „Hauptamtes für Presse und Propaganda“ in der Reichsführung der DSt. In dieser Funktion war er führend an den reichsweit von der DSt organisierten Bücherverbrennungen beteiligt, der sogenannten „Aktion wider den undeutschen Geist“. Leistritz plante diese als eine vierwöchige Gesamtaktion. Er plante, der Bücherverbrennung in München eine möglichst große mediale Aufmerksamkeit zu verschaffen und bat den Bayerischen Rundfunk in einem Schreiben vom 20. April 1933 um eine Reportage und um Sendeplatz für zwei Vorträge.
1935 promovierte Leistritz in Frankfurt am Main zum Dr. jur. Anschließend arbeitete er als Verlagslektor. 1936 gab er die 11. Auflage des Deutschen Staatsbürger-Taschenbuchs unter dem Titel Staatshandbuch des Volksgenossen heraus. Danach arbeitete er in der Reichsorganisationsleitung der NSDAP, im Hauptschulungsamt war er Leiter des Amtes für Schulungsbriefe. Leistritz war einer der maßgeblichen antisemitischen Wortführer; bereits 1938 rief er zum „Rassekampf“ gegen die Juden auf. Außerdem war er Chefredakteur der Zeitschrift „Weltanschauung und Schule“. Nach interner Kritik an seiner Arbeit, die unter anderem aus dem Amt Rosenberg kam, musste er die Verantwortung für die Zeitung jedoch abgeben.
Während des Zweiten Weltkriegs war Leistritz bei der Verwaltung im besetzten Norwegen (Organisation Todt) und später an der Ostfront. 1943 kehrte er zur Reichsorganisationsleitung zurück. Als Reichsschulungsredner sollte er mit neuen technischen Mitteln ein antibolschewistisches Propagandaprogramm entwickeln. Nach dem Krieg bot er dieses den Amerikanern an.
Bei seiner Vernehmung im Entnazifizierungsverfahren 1948 bagatellisierte er seinen Besuch im Warschauer Ghetto und im Konzentrationslager Sachsenhausen und präsentierte sich als strikten Antikommunisten. Das Verfahren wurde eingestellt.
In der Nachkriegszeit war Leistritz u. a. als Fachbuchautor tätig. So veröffentlichte er 1952 ein Exportlexikon im Auftrag der Industrie- und Handelskammer Frankfurt am Main. Darüber hinaus veröffentlichte er zwei philosophisch-politische Bücher: "Die Kunst der Politik: Analyse der politischen Spielregeln" und "Der Geist der Epoche und die geistlosen Staaten - Gedanken zur politischen Gegenwart".
Seine Hauptbeschäftigung von 1948 bis in die 1990er Jahre war die Reduktion von Motorenlärm und Motorenabgasen. Er entwickelte hierzu als Industrie-Außenseiter mehrere technische Verfahren zur Schalldämpfung und Abgasreduktion und meldete um die 100 entsprechende Patente an. Mit Hilfe des von ihm erfundenen „Frankfurter Topfs“ – eines Motorrad-Schalldämpfers, der den Lärm durch Resonanzverschiebungen merklich reduzierte – konnte die damalige Bundesregierung die gesetzlichen Lärmgrenzwerte reduzieren. Der „Frankfurter Topf“ wurde von mehreren Schalldämpferherstellern und Motorradherstellern über viele Jahre in Lizenz produziert und verbaut. Leistritz setzte sich schon Jahrzehnte vor der Autoindustrie für die massive Reduktion und Beseitigung der Autoabgase ein und entwickelte technische Verfahren hierzu. Seine Verfahren zur Abgasreduktion durch thermische Nachverbrennung waren ein Vorläufer der heutigen Katalysator-Technik.

## Veröffentlichungen (Auswahl)
- Der Rechtsbegriff Eigentum – Geschichte und Aufgabe, Berlin 1936, 91 S.
- Der Reichsorganisationsleiter der NSDAP, Hg.: Der Schulungsbrief. Das zentrale Monatsblatt der NSDAP und DAF. Von Hauptschulungsamt der NSDAP und Schulungsamt der DAF. Zentralverlag der NSDAP, München 1934 - 1944 (Heft 3–4). Periodikum, zahlr. Beitr. des Leistritz
- Staatshandbuch des Volksgenossen. Sudau, Berlin 1936, 976 S.
- Rechtsgang unter Deutschen. Sudau, Berlin 1937, 128 S.
- Deutsches Volkshandbuch. Sudau, Berlin 1939, 383 S.
- Der bolschewistische Weltbetrug. Deutscher Rechtsverlag, Berlin 1943, 155 S.
- Außenhandels-Jahrbuch 1952 (mit Karlrobert Ringel). Wirtschaftsdienst, Frankfurt am Main 1952, 504 S.
- Außenhandels-Jahrbuch 1952/53 (mit Karlrobert Ringel). Wirtschaftsdienst, Frankfurt am Main 1953, 736 S.
- Außenhandels-Lexikon (mit Karlrobert Ringel). Wirtschaftsdienst, Frankfurt am Main 1956, 1140 S.
- Die Kunst der Politik. Analyse der politischen Spielregeln. Callwey, München 1968, 292 S.
- Der Geist der Epoche und die geistlosen Staaten. Gedanken zur politischen Gegenwart. Vowinckel, Berg am See 1982, ISBN 3-921655-24-2